# 舒托韋
47°12′5″N 30°32′29″E / 47.20139°N 30.54139°E
舒托韋（烏克蘭語：Шутове）是位於烏克蘭西南部的村莊，由敖德萨州贝雷济夫卡区的羅茲克維特市鎮負責管轄。該村始建於1910年，面積0.49平方公里，海拔高度127米，2001年人口66，人口密度每平方公里133.87人。